# Trækfugle (film)
 For alternative betydninger, se Trækfugle. (Se også artikler, som begynder med Trækfugle)
Trækfugle er en dansk komediefilm fra 2001, instrueret af Vibeke Muasya

## Medvirkende
- Bodil Udsen som Emma
- Helle Virkner som Elsa
- Lily Weiding som Olga
- Kirsten Olesen som Henriette, Emmas datter
- Peter Aude som Lars Asker, Emmas søn
- Otte Svendsen som Gustav
- Benny Juhlin som Senil mand
- Grete Kyhn som Selvhøjtidelig dame
- Trine Runge som Skeptisk plejer
- Farshad Kholghi som Plejer
- Christina Ibsen Meyer som Guide
- Mogens Rex som Politibetjent
- Rie Nørgaard som Kærlig plejer
- Christos Tsangas som Nikolaus, græsk bonde
- Bente Juhlin som Senil dame
- Dorte Rømer som Opknappet plejer